# シンチャ
シンチャ（スペイン語: Zincha）は、コパ・アメリカ2015の公式マスコットキャラクター。開催国であるチリで2014年11月17日に電話投票によって決定された。設定では2000年6月11日生まれの男性。国籍はチリとなっている。 
アンデス山脈に棲息するクルペオギツネをモチーフにしている。コパ・アメリカ2015と同様にオレンジ色と青と赤色を基調としている。名前はクルペオギツネのスペイン語名「Zorro culpeo」とファンを意味する「Hincha」から付けられている。
名前の候補は、Zincha以外にも「Kul」「Andi」があったが、前述のように電話投票によって、Zinchaに決定している。